# Koffa
Koffa  est un village du Cameroun situé dans le département du Donga-Mantung et la Région du Nord-Ouest, à proximité de la frontière avec le Nigeria. Il fait partie de la commune de Nwa.

## Population
En 1970, Koffa comptait 446 habitants, principalement Mfumte.
Lors du recensement de 2005, 668 habitants y ont été dénombrés, dont 318 hommes et 350 femmes. Ceux-ci habitent dans les quartiers de Nkwa, Bang, Maka, Ngo’mentie et Bukujie.
C'est l'une des 16 localités où l'on parle le mfumte, une langue des Grassfields.
Pendant l'été de 2011, moment où les données ont été récoltées, 71 personnes vulnérables habitaient à Koffa. Celle-ci n'ont accès à aucune ressource sociale vu que des programmes d'aide n'existent pas.

## Agriculture et élevage
L'agriculture est importante à Koffa. Parmi les plantes cultivées, on trouve du maïs, des plantains, des bananes, du sorgho, des fèves, du soya, du manioc, des pommes de terre, du taro, des palmiers à huile, des papayes et des oranges, du café Robusta et du riz.
L'élevage est peu développé à Koffa. Cependant, partout dans la commune, on élève des chèvres, des moutons, des porcs, des cochons d'Inde, des poules et des lapins.

## Éducation
Il y a trois écoles publiques de trois niveaux différents à Koffa.

### Maternelle
Pendant l'été de 2011 (moment où les données ont été récoltées),on prévoyait que GNS Koffa compte 31 élèves et deux maître-parents. À l'époque, l'école n'avait ni bâtiments ni équipements de salle de classe, mais avait des latrines et une association parents-enseignants.

### Primaire
GS Koffa a été fondée en 1947. 175 enfants étudiaient dans cette école primaire pendant l'été 2011, tandis que deux maître-parents et un fonctionnaire y travaillaient. 76 table-bancs formaient les équipements de salle de classe de l'école. Cinq bâtiments de l'école sont en bon état, un est en état moyen et les deux autres sont en mauvais état. L'école possède des latrines, et une association parents-enseignants existe.

### Secondaire
GTC Koffa est un collège technique fondé en 2011. Au moment où les données ont été recueillies, aucun bâtiment existait, mais 90 élèves y étaient enrôlés, et cinq fonctionnaires allaient y travailler. On y enseigne la comptabilité, l'électricité d'équipement et la maçonnerie,.

## Santé
Il n'y a pas de centre de santé à Koffa.

## Eau et ressources énergétiques
Il n'y a pas de source d'eau potable sanitaire à Koffa. Les habitants du village doivent donc s'approvisionner à des points d'eau qui pourraient contenir des pathogènes et autres produits nocifs pour la santé.
Koffa, comme tous les autres villages de la commune de Nwa, n'est pas électrifié.

## Commerce
Il n'y a pas de marché à Koffa.

## Ressources minières
D'importants indices de minerai de fer, ainsi que des composés contenant des métaux précieux tels que de l'or, du nickel, du cobalt et de l'étain, ont été trouvés dans les environs de Koffa.
Il y avait une mine de minerai de fer à ciel ouvert à Koffa. Par contre, après que le toit de celle-ci se soit effondré, causant la mort de huit personnes, la mine a été abandonnée et, depuis, aucune tentative de prospection n'a eu lieu.

## Transports
Koffa est connecté à une route rurale. Par contre, celle-ci est en très mauvais état. En effet, aucune route dans la commune de Nwa est pavée, et elles sont d'habitude uniquement accessible par des véhicules tout-terrains, même pendant la saison sèche.
De plus, le village est aussi connecté à un sentier très fréquenté qui permet d'atteindre le village de Gom. Par contre, celui-ci est aussi en très mauvais état.

## Travaux publics et développements futurs
Selon le Plan de Développement Communal du Conseil de Nwa, écrit dans l'optique de faire du Cameroun une économie émergente en 2035, on prévoit la complétion des projets suivants à Koffa:
- construire un système d'approvisionnement en eau ;
- construire deux classes à GTC Koffa ;
- construire des ateliers et un bâtiment administratif à GTC Koffa ;
- donner des bourses (350 000 francs CFA par année pour cinq étudiants) pour aider des enfants pauvres ;
- construire un marché ;
- construire un centre de santé ;
- construire un centre communautaire ;
- construire trois caniveaux entre Mballa et Koffa ;
- aplanir la route entre Koffa et Bang ;
- ouvrir la route entre Manang et Koffa ;
- créer des pépinières de 4 500 plants chacune (une d'acajou, une d'iroko, une d'eucalyptus, une de manguier, une de cyprès et une de palmier à huile).